# 周守英
周守英（1969年9月11日—）是一名中国前女子赛艇运动员。她在1988年汉城夏季奥林匹克运动会中，参加了女子四人双桨赛艇比赛并获得银牌。